# Arbeiterbewegung in der Schweiz
Die Arbeiterbewegung in der Schweiz zeichnet sich durch Gemeinsamkeiten und Unterschiede zu den Arbeiterbewegungen anderer Länder aus.

## Anfänge
Die Anfänge der Arbeiterbewegung gehen in der Schweiz wie weltweit auf das 19. Jahrhundert zurück und waren ein Ergebnis der zunehmenden Selbsthilfe der Arbeiterschaft, u. a. zur gegenseitigen Unterstützung in Notlagen. Daraus gingen Hilfsvereine und -kassen hervor, die als Vorformen der Gewerkschaften gelten können. So entstand 1838 als erste dauerhafte Organisation der Grütliverein, welcher zur Gründung der ersten Krankenkasse führte. Als erste nationale Gewerkschaft entstand 1858 der Schweizerische Typographenbund (STB).
1864 wurde in London die Internationale Arbeiter-Association IAA gegründet, im November 1880 in Olten der Schweizerische Gewerkschaftsbund. In den Folgejahren entstanden verschiedene Arbeiterunionen und Branchenverbände (Holz 1886, Metall 1888, Textil 1903, Gemeinde- und Staatspersonal 1905 sowie der Uhrenarbeiter 1906/1912). Seit 1887 gab es mit Hermann Greulich einen vollamtlichen Arbeitersekretär, der sich um die Belange der Arbeiterschaft kümmerte. 1888 wurde als erste formell gesamtschweizerische Partei die eng mit der Arbeiterbewegung verbundene Sozialdemokratische Partei Schweiz (SPS) gegründet.

## Erfolge
Bis in die 1870er Jahre waren Streiks eher eine Ausnahme, ab 1880 nahmen sie stark zu, und bis zum Ersten Weltkrieg wurden 2.416 Streiks verzeichnet, die regelmässig zu Polizei- und Armeeinsätzen führten. Streiks, die zeitgenössisch grösseres Aufsehen erregten, waren der Streik der Tunnelarbeiter am Gotthard von 1875 und der Zürcher Generalstreik von 1912. Seit ihrer Gründung kämpften die Gewerkschaften für bessere Löhne, kürzere Arbeitszeiten, bezahlte Ferien und die Einführung von Sozialversicherungen. Mit der Revision des Fabrikgesetzes wurde die tägliche Arbeitszeit 1877 auf 11 Stunden festgesetzt, 1912 wurde ein Gesetz zur Kranken- und Unfallversicherung  in einer Volksabstimmung gutgeheissen. Soziale Unruhen und Ernährungskrise führten 1918 zum Landesstreik, in dessen Folge 1919 die 48-Stunden-Woche eingeführt wurde.
Das sogenannte „Friedensabkommen“ in der Maschinen- und Metallindustrie vom Sommer 1937 gilt als „Geburtsurkunde“ der schweizerischen Sozialpartnerschaft. Angesichts der faschistischen Bedrohung schwenkten die wichtigsten Arbeiterorganisationen schon ab 1933 zunehmend auf einen gemässigteren Kurs ein, der nach einer kurzen Nachkriegs-Streikwelle in den Jahren 1945–1948 ab 1950 zu einem weitgehenden Arbeitsfrieden führte. 1948 wurde eine allgemeine Altersrente (die AHV) eingeführt, ab 1983 gab es eine obligatorische Arbeitslosenversicherung. Die männliche Schweizer Arbeiterschaft hatte Anteil am steigenden wirtschaftlichen Wohlstand und beschränkte sich darauf, die eigenen Pfründe gegen ausländische und weibliche Arbeitskräfte zu verteidigen. Erst in den späten 1970er und 1980er Jahren öffneten sich die Gewerkschaften den neuen sozialen Bewegungen und erlebten einen Zulauf von neuen Bevölkerungsgruppen.

## Die Rolle der Frauen
Im 19. Jahrhundert und weiten Teilen des 20. Jahrhunderts war die Arbeiterbewegung auch in der Schweiz überwiegend eine Männerangelegenheit. Die Arbeiterinnenvereine, welche sich 1885/86 an verschiedenen Orten gründeten, erhielten wenig Unterstützung durch die organisierte Arbeiterschaft, und auch die Forderung nach Lohngleichheit wurde von den Männern überwiegend abgelehnt, weil sie die Konkurrenz der Frauen am Arbeitsmarkt befürchteten. 1890 gründete sich unter Beteiligung der deutschen Sozialistin Clara Zetkin der Schweizerische Arbeiterinnenverband, der mit Marie Villinger ab 1898 eine Vertreterin im Bundeskomitee des Schweizerischen Gewerkschaftsbundes hatte. 1905 wurde Margarethe Faas-Hardegger die erste Arbeiterinnensekretärin des SGB. Allerdings musste der Arbeiterinnenverband 1908 aus statutarischen Gründen aus dem SGB austreten und schloss sich daraufhin der SP an. Faas-Hardegger wurde kurze Zeit später aus politischen Gründen vom SGB entlassen. Weitere wichtige frühe Vertreterinnen der Arbeiterinnenbewegung waren Verena Conzett, Rosa Grimm und Rosa Bloch-Bollag. Ausser der Lohngleichheit waren die politischen Rechte der Frauen (Frauenstimmrecht), Arbeitszeitverkürzung sowie Mutterschutz und ein bezahlter Mutterschaftsurlaub wichtige Themen der politischen Arbeit, deren Umsetzung allerdings nur langsam voranging. Das allgemeine Frauenstimmrecht wurde in der Schweiz erst 1971 eingeführt, einen bezahlten Mutterschaftsurlaub gibt es seit 2005. Das Recht auf gleichen Lohn für gleichwertige Arbeit wurde 1981 in der Bundesverfassung verankert, ist aber nach wie vor nicht umgesetzt.

## Situation heute
Ende 2020 waren in der Schweiz ca. 684'500 Menschen in Arbeitnehmendenverbänden organisiert. Der Schweizerische Gewerkschaftsbund ist mit knapp 330'000 Mitgliedern die grösste Dachorganisation. Der Frauenanteil im SGB beträgt 32 Prozent. Daneben organisiert der Dachverband Travail Suisse etwa 141'300 Mitglieder. Weitere Arbeitnehmenden-Organisationen, welche nicht in einem Dachverband sind, organisieren zusammen 214'100 Mitglieder. Der gewerkschaftliche Organisationsgrad (im Verhältnis zum Total der Erwerbstätigen in der Schweiz) beträgt 17,1 Prozent.